# Jakobsbergs gård, Gnesta kommun
För andra betydelser, se Jakobsberg (olika betydelser).

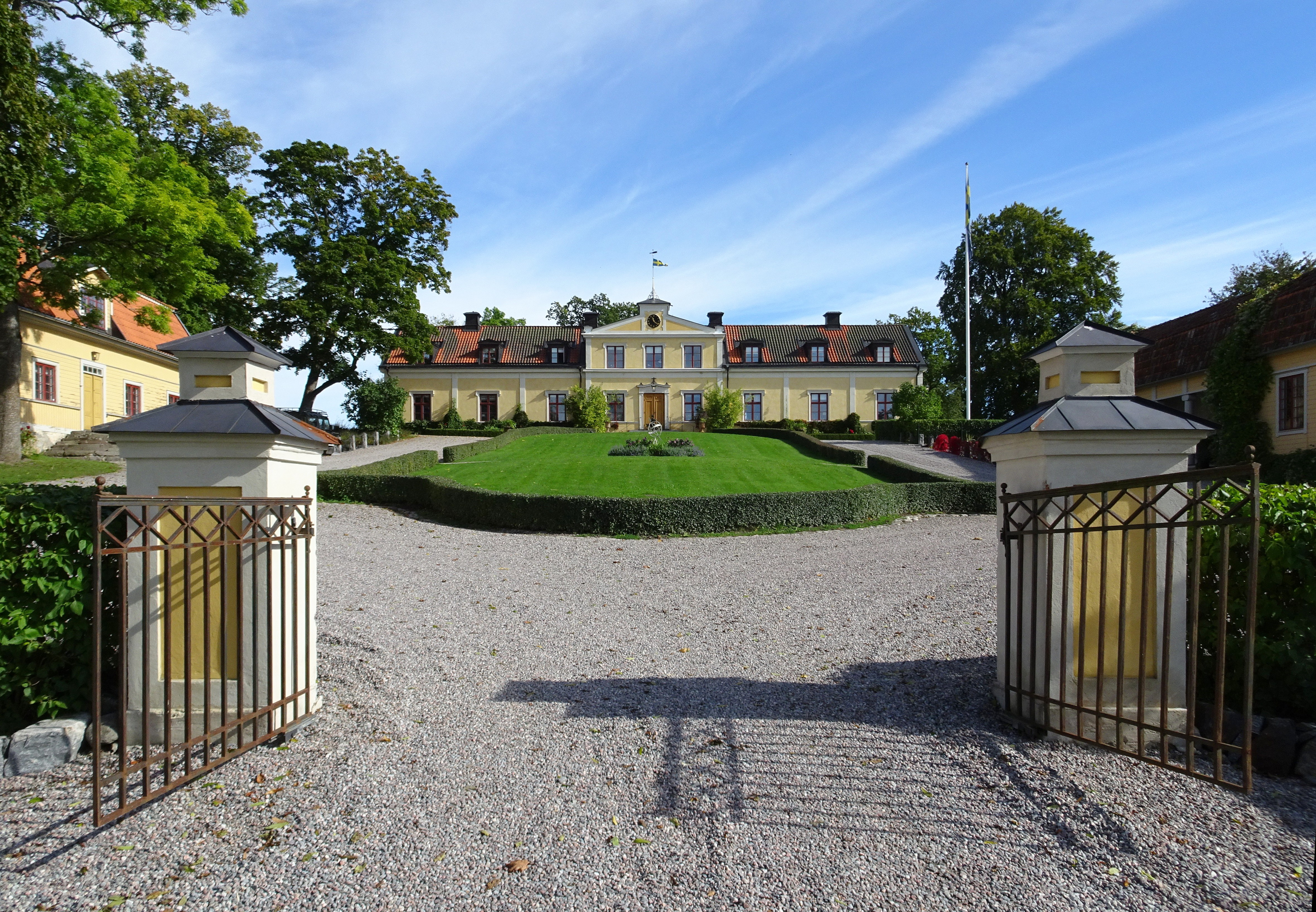
Jakobsbergs gård huvudbyggnad från sydväst, 2021.

Jakobsbergs gård (även stavat Jacobsberg) är en herrgård och ett tidigare säteri belägen strax söder om Haversjön i Björnlunda socken i Gnesta kommun, Södermanland. Gården var under nära 300 år fideikommiss för adelsätten Wattrang.

## Forntid
Trakten var bebodd redan under forntiden som flera gravfält och stensättningar i gårdens omgivning vittnar om. Det största ligger strax sydväst om gårdens huvudbebyggelse och består av 37 gravar varav 11 högar och 26 runda stensättningar.

## Gårdens utveckling och dess ägare

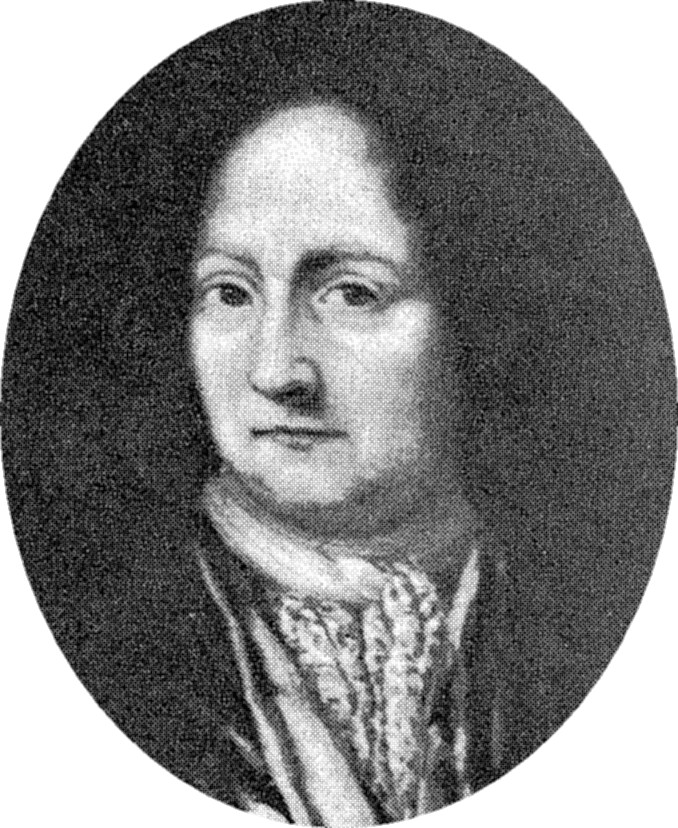
Jakob Wattrang (1720-1788)

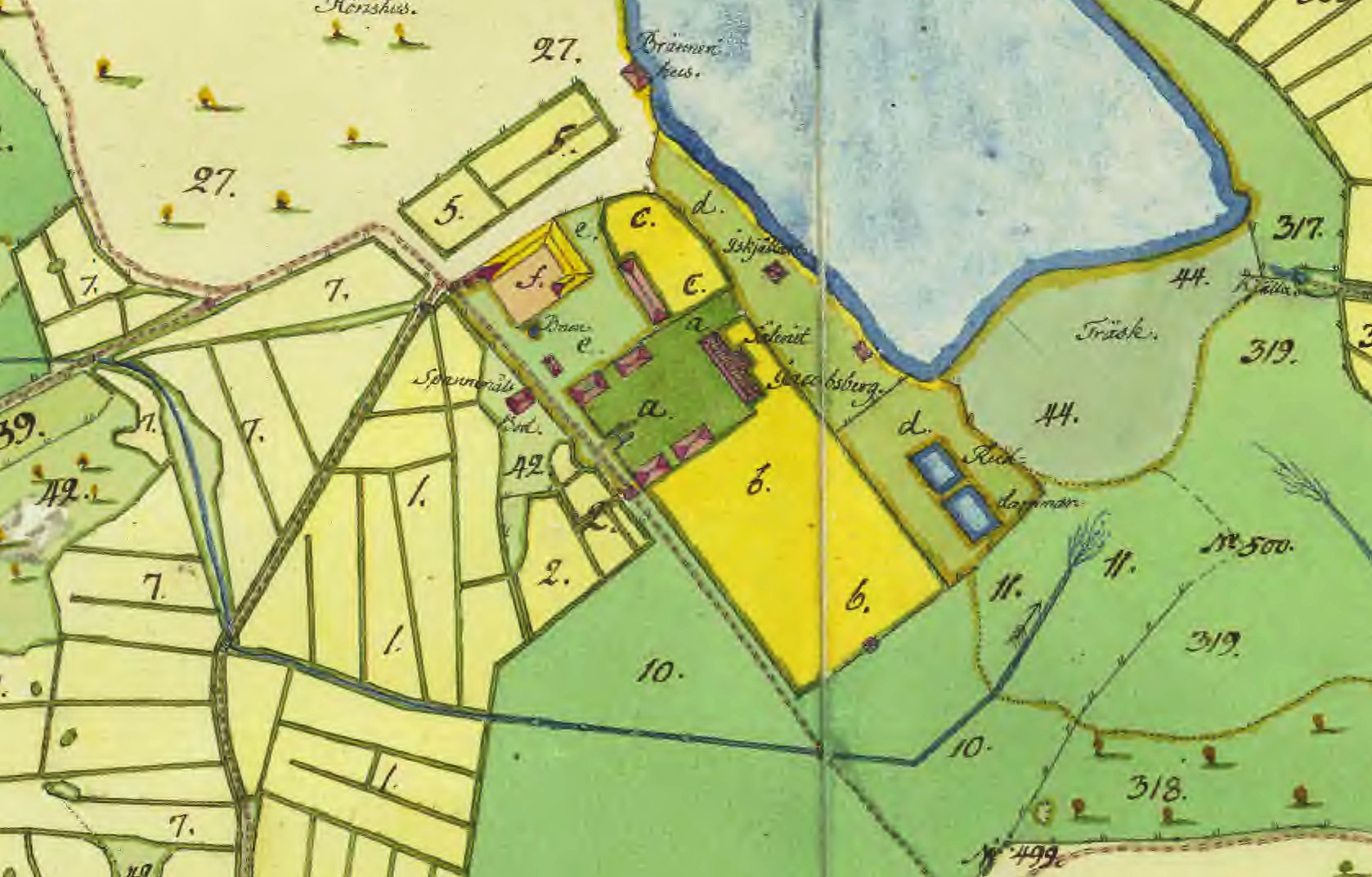
Gårdsbebyggelsen omkring 1800.

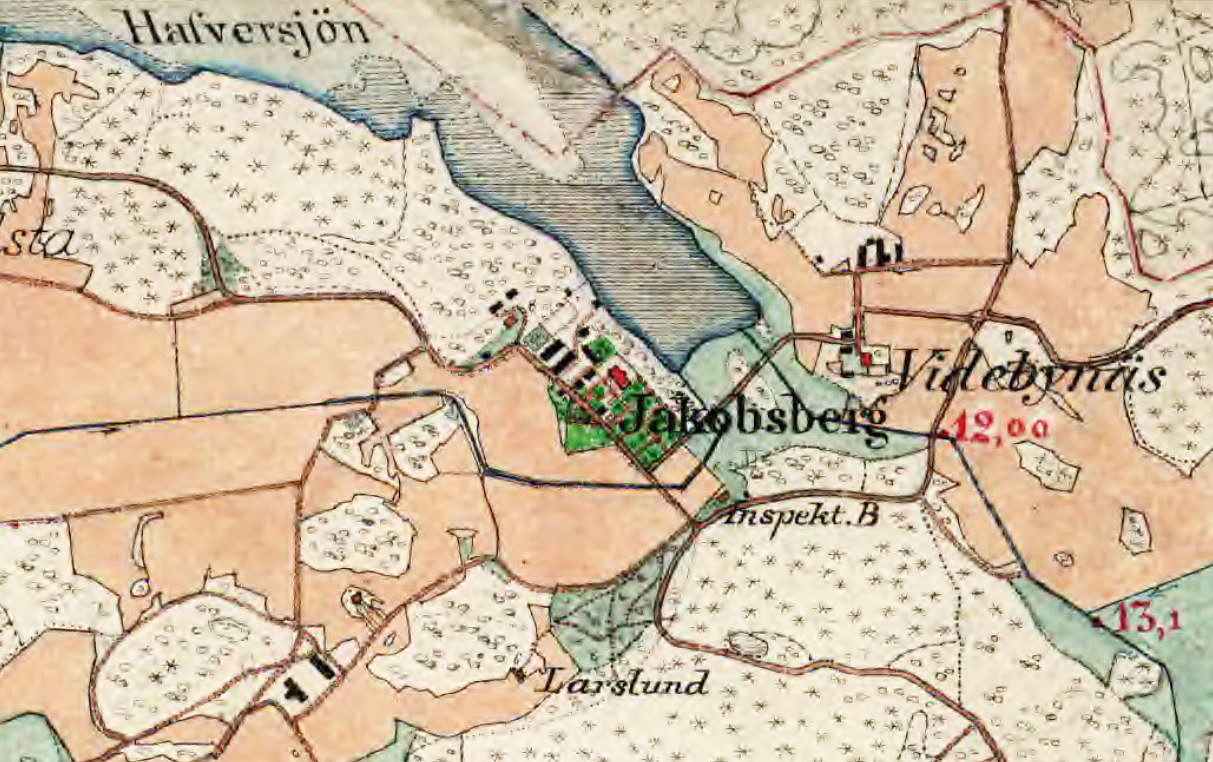
Gårdsbebyggelsen omkring 1900.

Gården hette först Löta och var på 1500-talet ett frälsehemman som ägdes av släkten Bielkenstierna och lydde under Edeby säteri i Ripsa socken. Den första kända ägaren var Hans Claesson Bielkenstierna som ägde gården mellan 1562 och 1566. När hans sonson, Nils Claesson Bielkenstierna, avled 1622 gick gården till dottern Anna, gift med landshövding Jakob Skytte som lade hennes egendomar i Björnlunda under det av honom nybildade Husbygårds säteri i Husby-Oppunda socken. Efter Skyttes  död 1654 omvandlade hon Löta till säteri och uppkallade gården efter makens förnamn Jakobsberg. 
Eftersom hon var barnlös ärvdes gården 1663 av hennes kusinson, greve Johan Nilsson Gyllenstierna som 1674 sålde egendomen till revisionssekreteraren Jacob Wattrang (1630–1698) vilken lämnade gården i morgongåva till sin andra hustru Maria Gyllenpistol. I samband med detta ändrades gårdens namn till Jacobsberg efter förnamnet på den nye ägaren. 
Överhovstallmästare Jakob Wattrang (1720-1788) gjorde 1788 Jakobsberg till fideikommiss och bebodde gården till sin död. Han var barnlös och testamenterade därför egendomen som fideikommiss till sin brorson godsägaren Jacob Wattrang (1778-1818). Han var gift med Anna Charlotta Arfwedson. Deras son, hovmarskalken Nils Adolf Wattrang (1812-1890), tillträdde egendomen och gjorde den till en mönstergård. Under hans tid fick huvudbyggnaden sitt nuvarande utseende. 
På 1860-talet överlämnade han Jakobsberg på arrende till sonen kammarherren Axel Wattrang (1839-1911) vilken bosatte sig där 1868 i samband med giftermålet med friherrinnan Anna Elisabeth Leijonhufvud. Nästa fideikommissarie blev deras son, kammarherren Carl Adolf Wattrang (1870-1936). Den siste fideikommissarien, godsägare Carl-Axel Wattrang (född 1916) tillträdde 1938. Han var brorson till Carl Adolf Wattrang och avled 1994. I och med hans död avvecklade fideikommisset.
På 1970-talet omfattade egendomen en areal om cirka 1 600 hektar mark, därav 390 hektar uppodlad. Ägorna sträcker sig från Haversjön i norr och ligger huvudsakligen söder om huvudbebyggelsen ända ner till sjön Likstammen. I väster ingår hela Hensjön och Stora Magsjön. Ägare är sedan 2004 Lottie Tham, syster till affärsmannen Stefan Persson och tillsammans med honom delägare i Hennes & Mauritz. Gårdens verksamhet drivs som ett aktiebolag av JKAB, med bland annat jord- och skogsbruk, hästuppfödning samt uthyrning och förvaltning av gårdens talrika byggnader.

## Bebyggelsen

### Huvudbyggnad

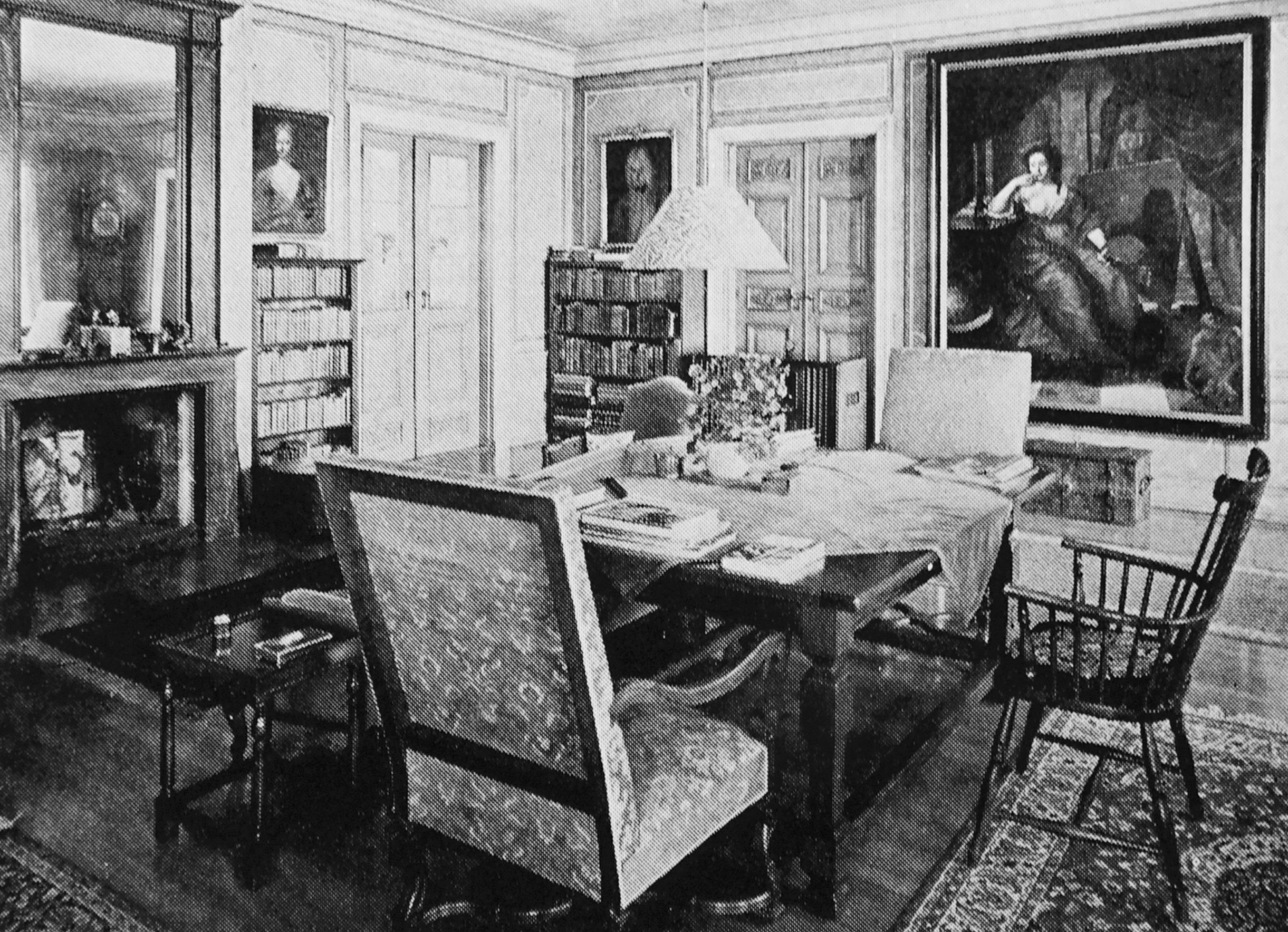
Vardagsrummet med Martin Mijtens helfigurporträtt av Anna Maria Ehrenstrahl.

Corps de logi ligger på en höjd intill en södra vik av Haversjön, som genom utdikning och sjösänkning på 1890-talet blivit allt mindre. Mot parksidan (nordost) har byggnaden två våningar och mot entrésidan (sydväst) en våning. Den långsträckta byggnadens entréfasad dominers av en central anordnad frontespis i två våningar som kröns av en klockförsedd fronton. Den fick sitt nuvarande utseende 1854-1856 när Nils Adolf Wattrang var ägare. Förmodligen tillkom då även färgsättningen med gul putsade fasader och vit målade lisener. I sina centrala delar kan byggnaden härröra från Anna Skyttes sätesgård från 1600-talets mitt. 
I huvudbyggnaden hänger verk av bland andra Lorens Pasch den yngre, Johan Henrik Scheffel, Lukas von Breda och David Klöker Ehrenstrahl samt dennes dotter, Anna Maria Ehrenstrahl, som också var målare och gift 1688 med Johan Wattrang (1652–1724), vice president i Svea hovrätt. I vardagsrummet märks Martin Mijtens den äldres kända målning Allegori över Målarkonsten visande Anna Maria Ehrenstrahl med ett bart bröst. Hon sitter med paletten i handen vid sitt staffli. Hela kompositionen anspelar på modellens konstnärliga frigjordhet.

### Övriga byggnader
I sydväst flankeras huvudbyggnaden av fyra fristående flyglar, två yttre och två inre. En av dem härrör från 1700-talet. De båda yttre flyglarna är uppförda i 1½ våningar under ett brutet och valmat sadeltak. De både inre har avvikande utseende där den ena har en pelarburen loggia på framsidan och ett växthus på baksidan, tillkommen på 1920-talet. 
Bland övriga byggnader märks gårdens ekonomibyggnader belägna nordväst om huvudbyggnaden och med tre längor grupperade kring en innergård. Den tidigare arbetarbostaden ligger ännu längre mot nordväst. Vid infarten från sydost står en vacker smyckad stuga i rött med vita detaljer som ursprungligen beboddes av gårdens inspektor.

### Bilder
- Huvudbebyggelsen

"Huvudbebyggelsen
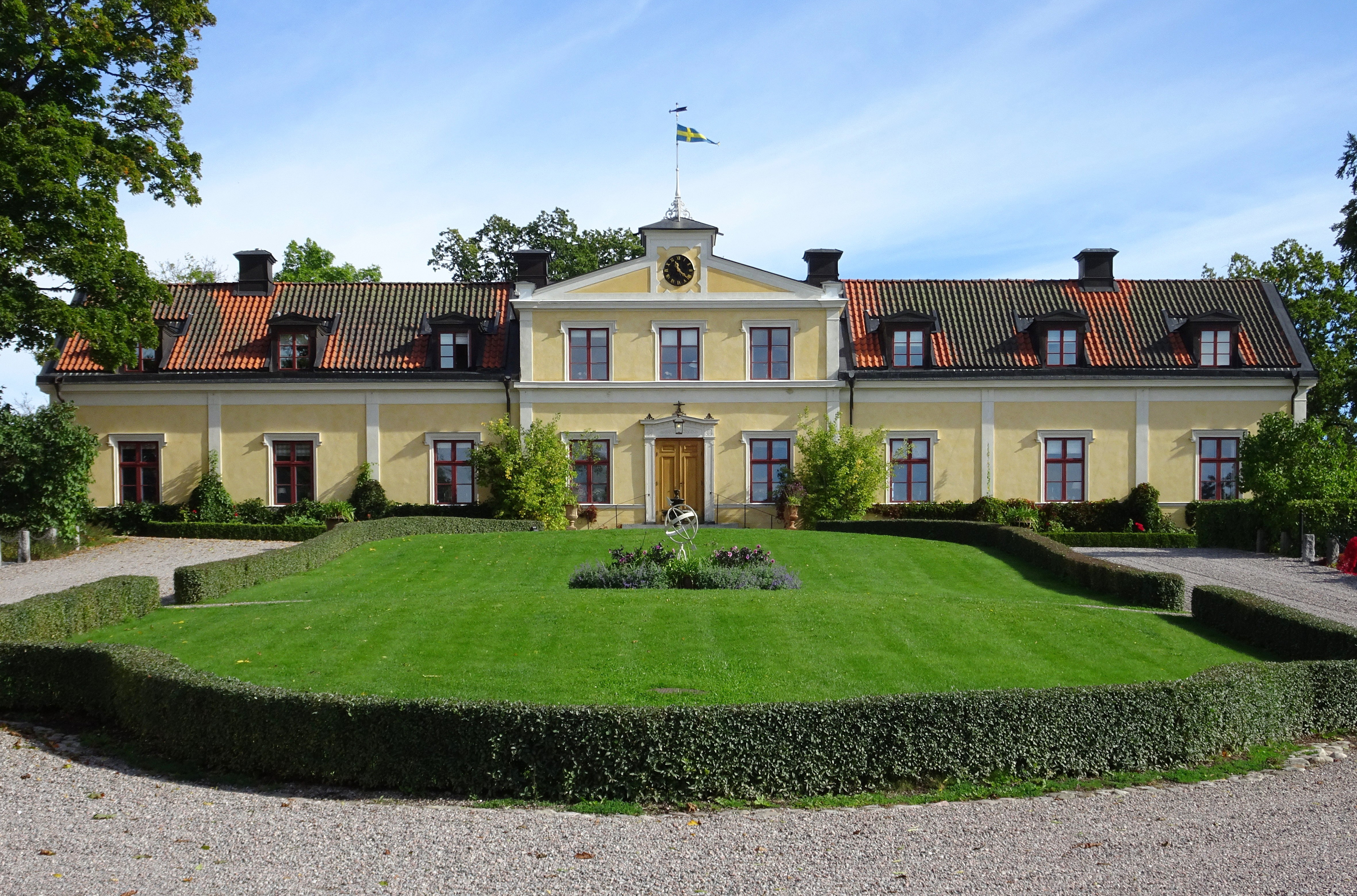
Huvudbyggnaden, entrésida.
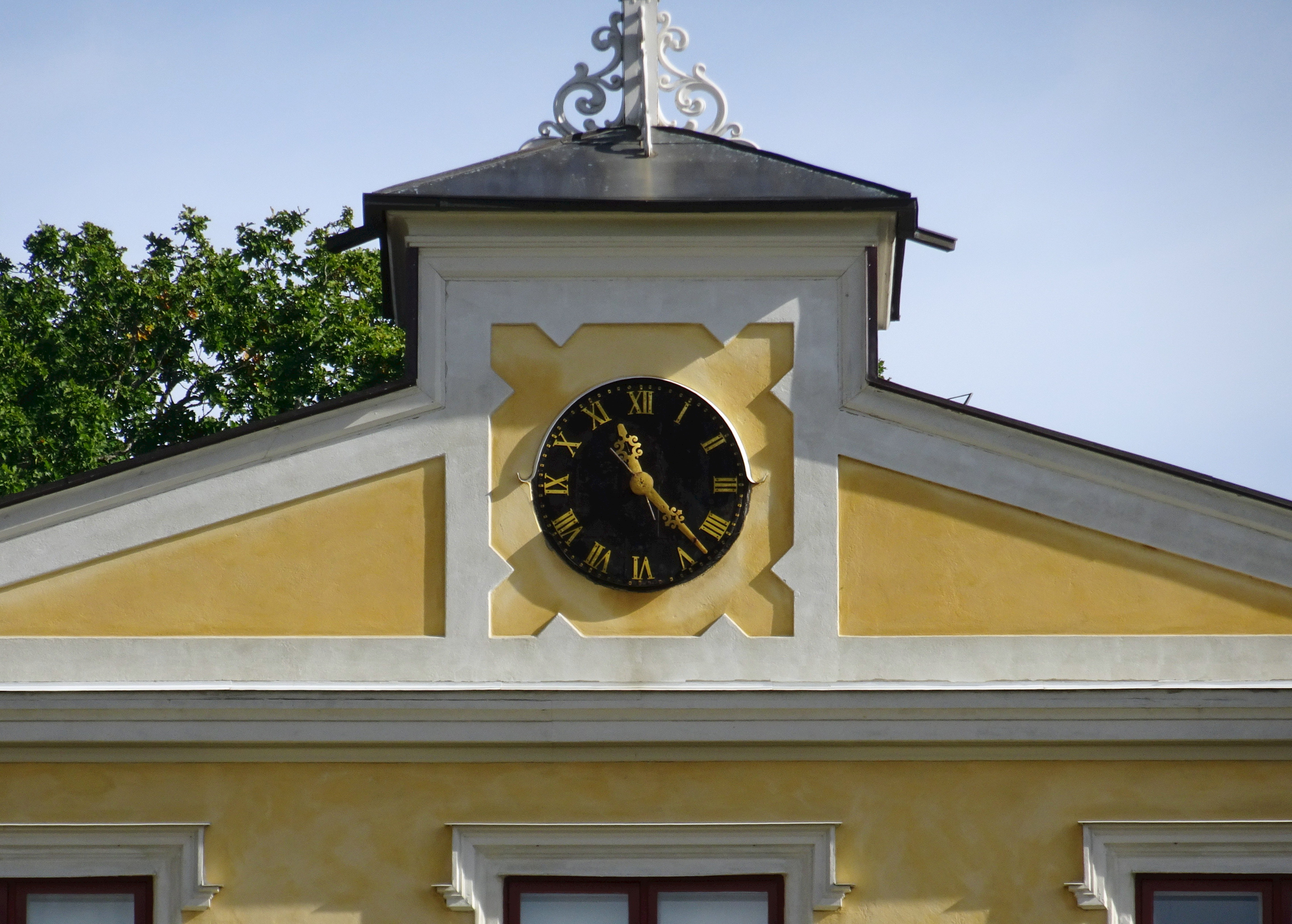
Huvudbyggnadens fronton med klocka.
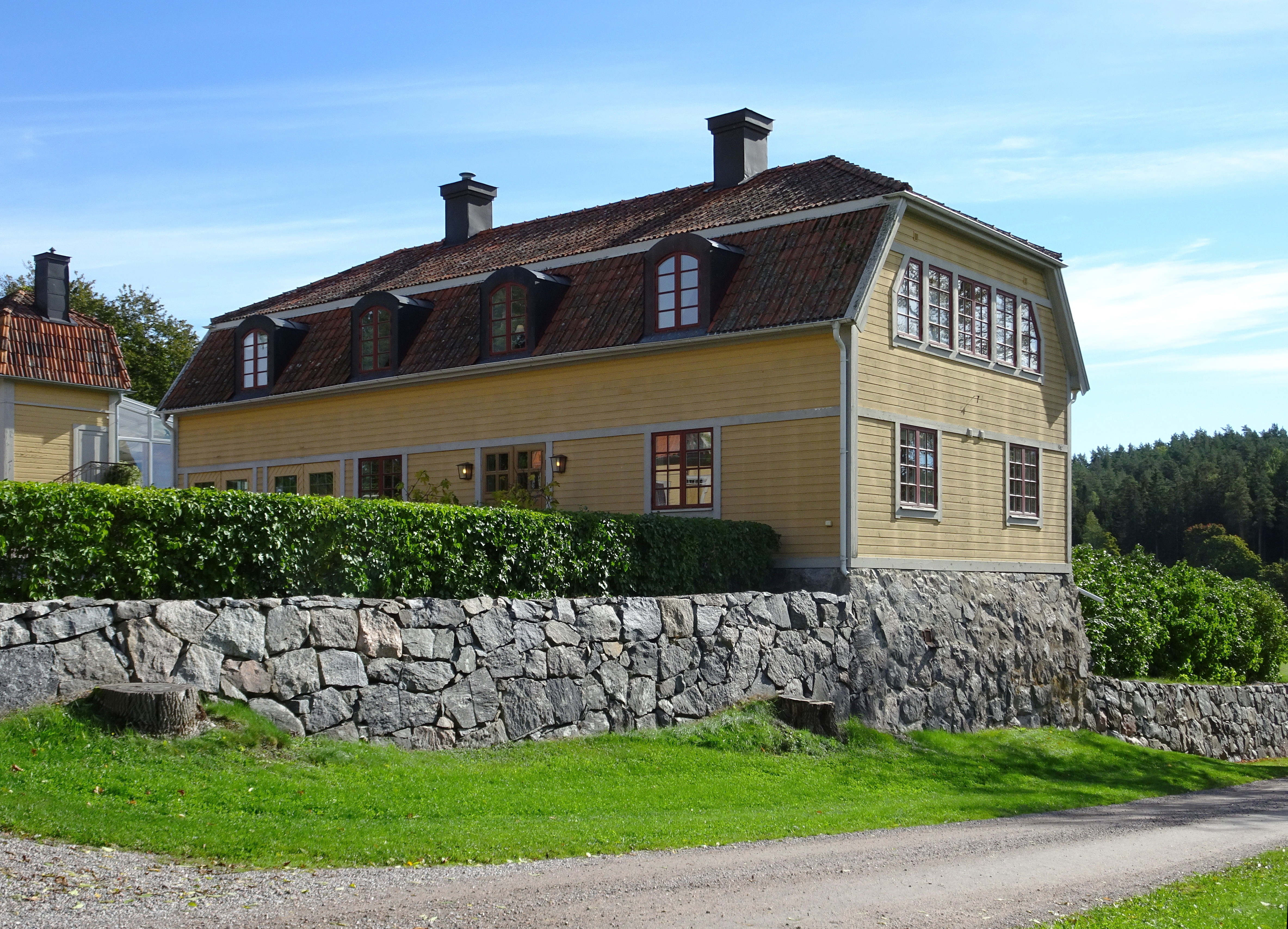
Yttre sydöstra flygeln.
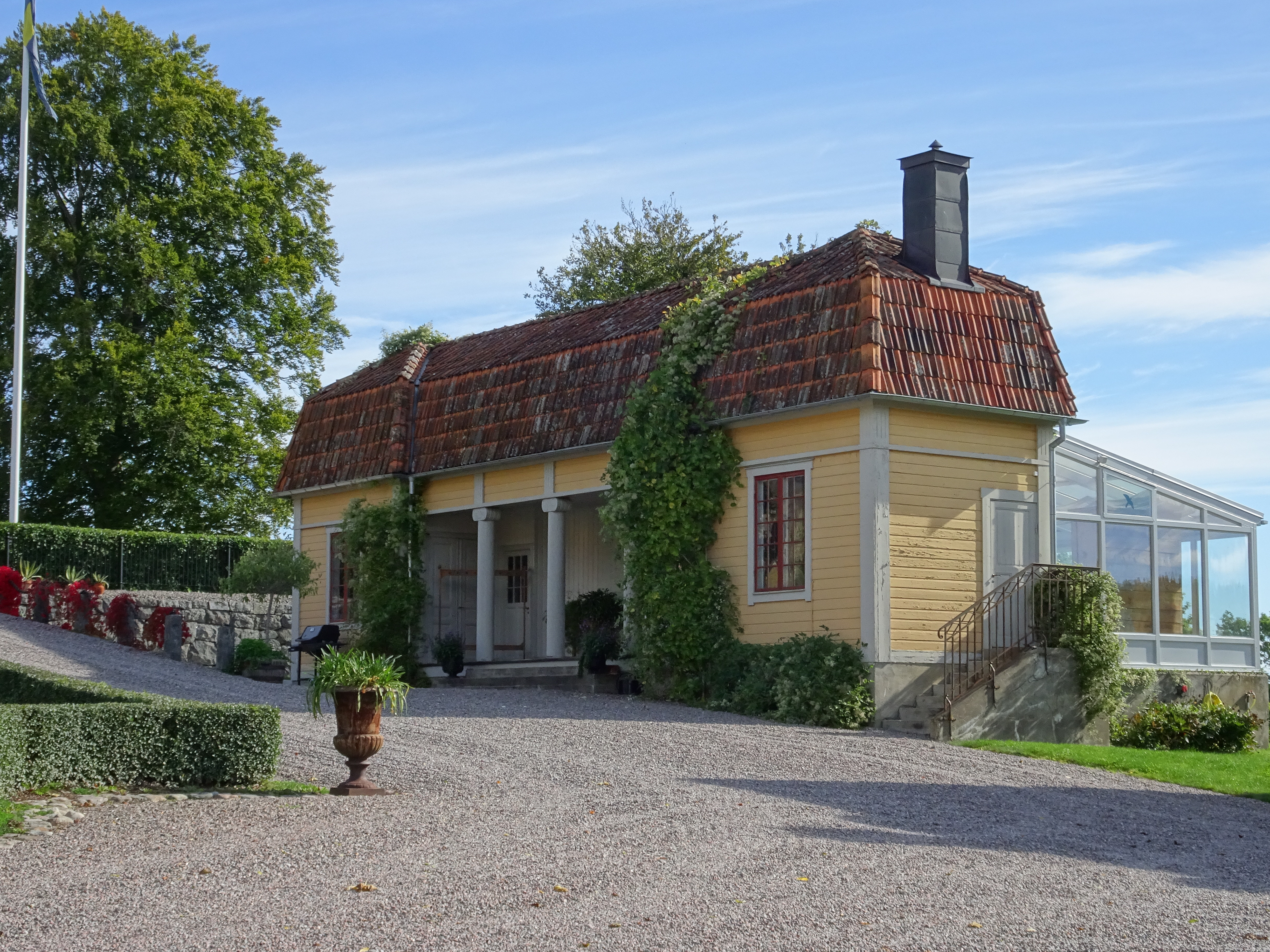
Inre sydöstra flygeln.

Övriga byggnader
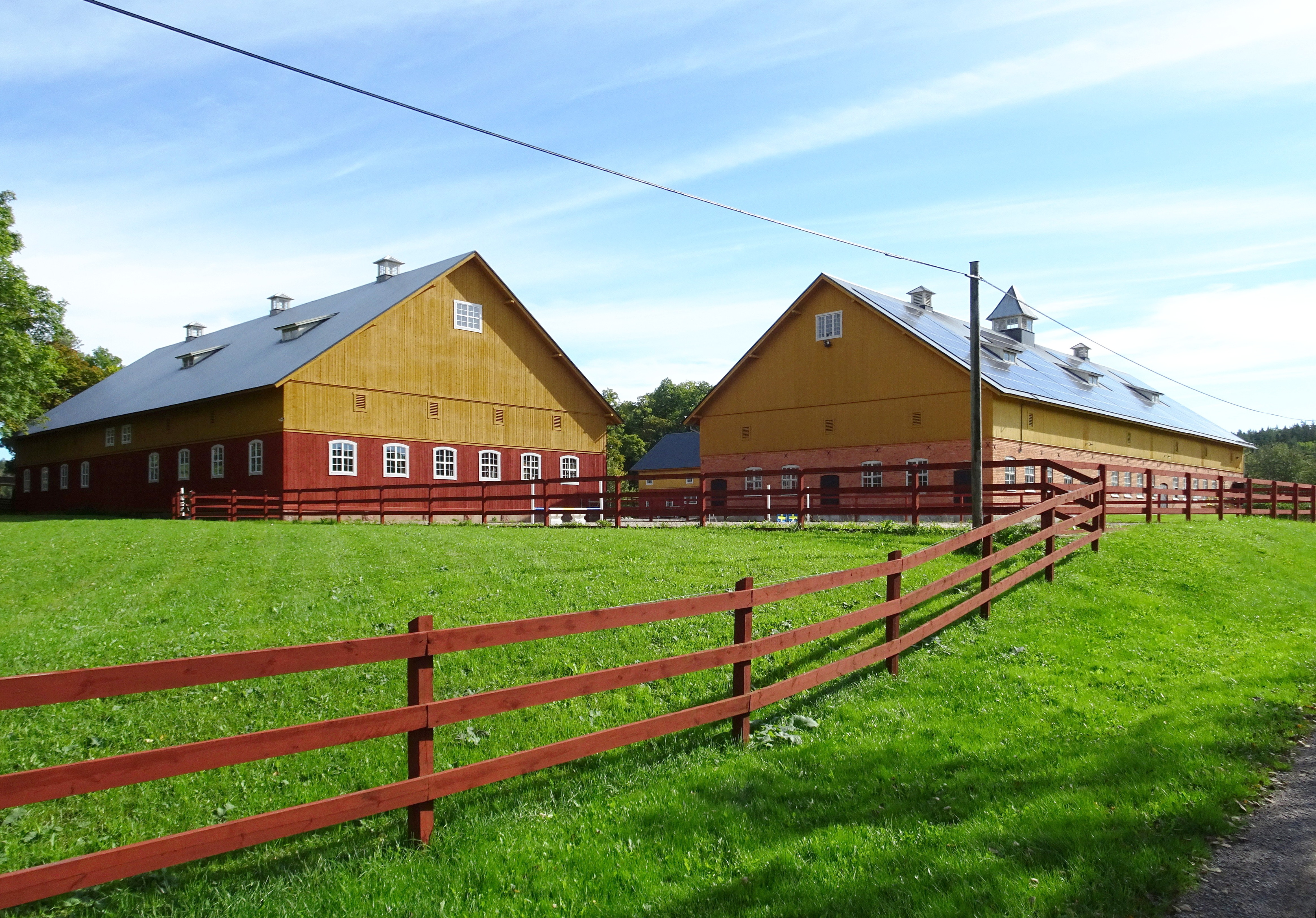
Ekonomibyggnader.
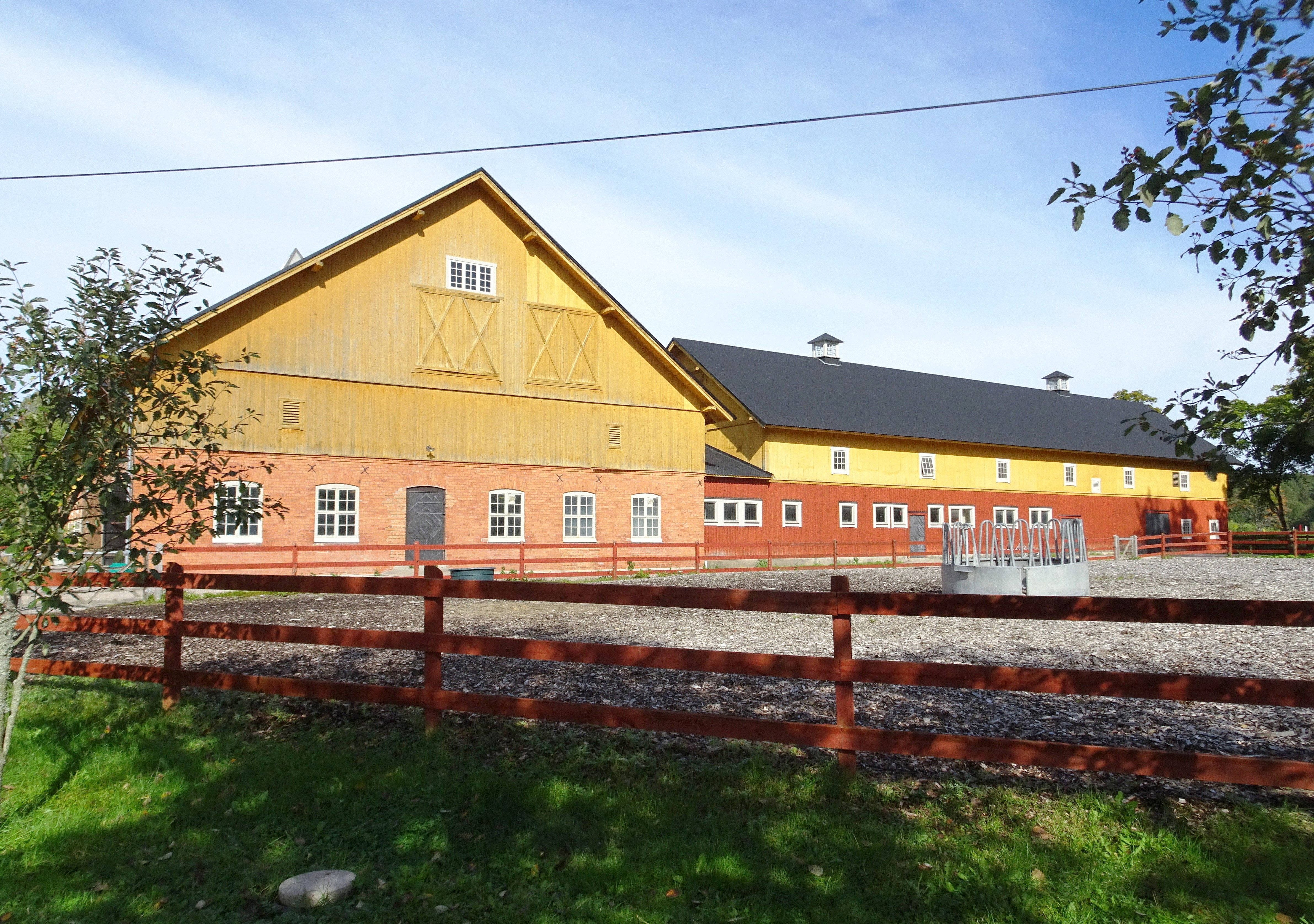
Ekonomibyggnader.
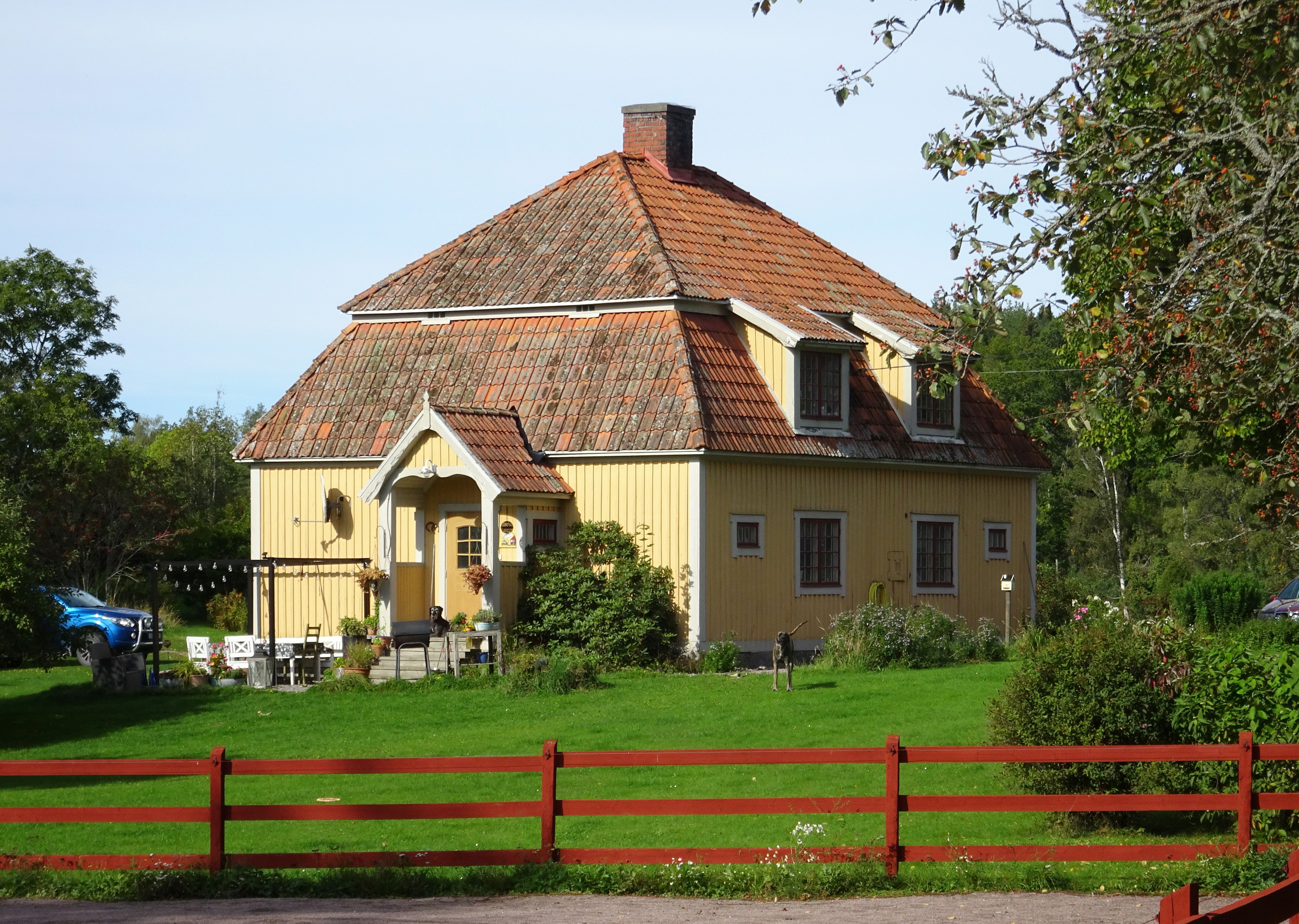
Före detta arbetarbostad.
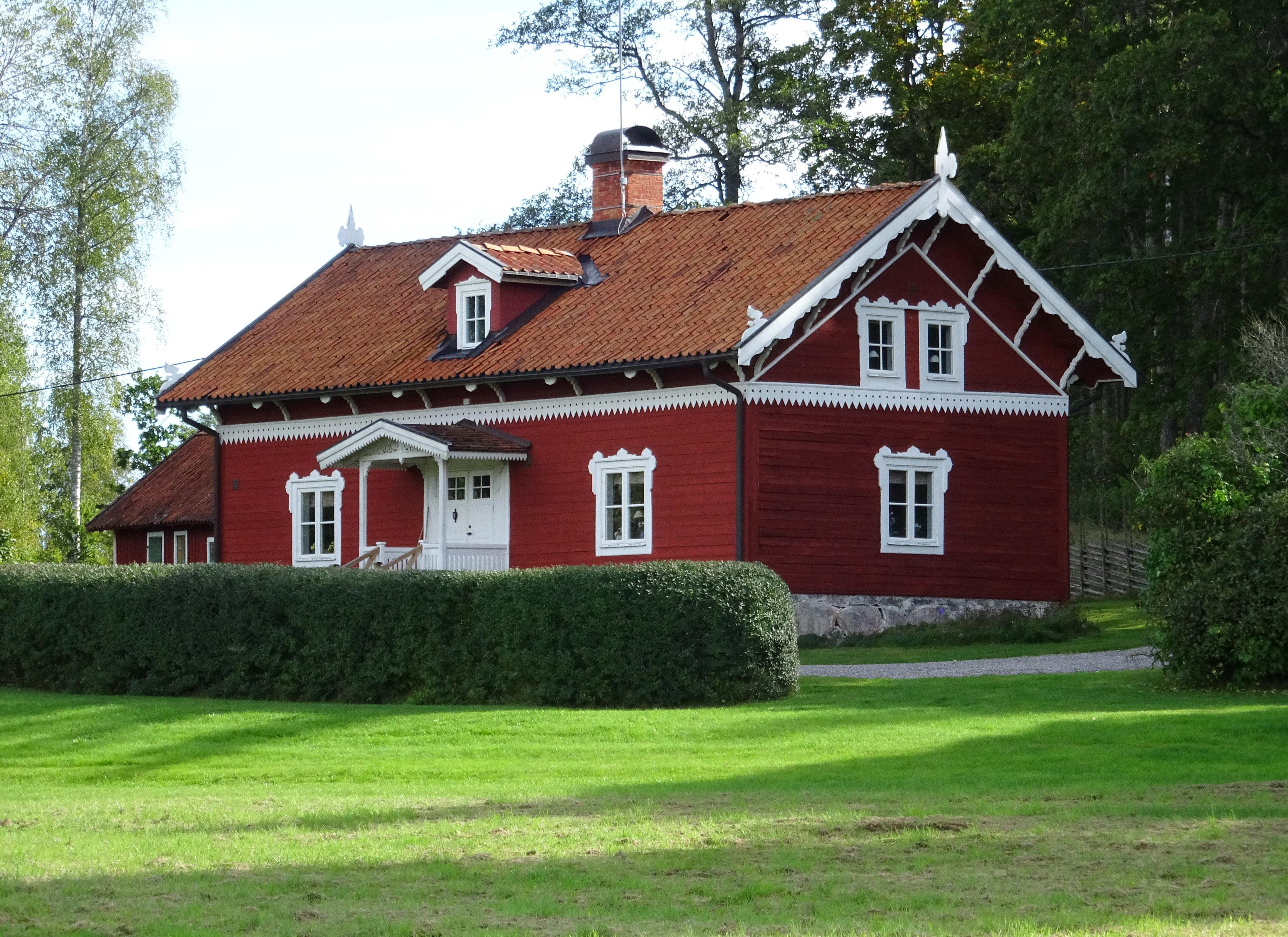
Före detta inspektorsbostad.